# Chissay-en-Touraine
Chissay-en-Touraine és un municipi francès, situat al departament del Loir i Cher i a la regió de Centre – Vall del Loira. L'any 2007 tenia 1.085 habitants.

## Demografia

### Població
El 2007 la població de fet de Chissay-en-Touraine era de 1.085 persones. Hi havia 437 famílies, de les quals 125 eren unipersonals (51 homes vivint sols i 74 dones vivint soles), 160 parelles sense fills, 129 parelles amb fills i 23 famílies monoparentals amb fills.
La població ha evolucionat segons el següent gràfic:
Habitants censats

### Habitatges
El 2007 hi havia 564 habitatges, 439 eren l'habitatge principal de la família, 69 eren segones residències i 56 estaven desocupats. 547 eren cases i 16 eren apartaments. Dels 439 habitatges principals, 360 estaven ocupats pels seus propietaris, 61 estaven llogats i ocupats pels llogaters i 18 estaven cedits a títol gratuït; 4 tenien una cambra, 22 en tenien dues, 92 en tenien tres, 133 en tenien quatre i 188 en tenien cinc o més. 357 habitatges disposaven pel capbaix d'una plaça de pàrquing. A 188 habitatges hi havia un automòbil i a 209 n'hi havia dos o més.

### Piràmide de població
La piràmide de població per edats i sexe el 2009 era:
| Homes | Edats   | Dones |
| ----- | ------- | ----- |
| 0     | 95 o +  | 0     |
| 8     | 90 a 94 | 20    |
| 0     | 85 a 89 | 12    |
| 12    | 80 a 84 | 8     |
| 16    | 75 a 79 | 40    |
| 20    | 70 a 74 | 24    |
| 12    | 65 a 69 | 24    |
| 44    | 60 a 64 | 40    |
| 20    | 55 a 59 | 28    |
| 20    | 50 a 54 | 8     |
| 44    | 45 a 49 | 44    |
| 44    | 40 a 44 | 36    |
| 48    | 35 a 39 | 16    |
| 24    | 30 a 34 | 28    |
| 32    | 25 a 29 | 32    |
| 24    | 20 a 24 | 20    |
| 12    | 15 a 19 | 24    |
| 32    | 10 a 14 | 32    |
| 28    | 5 a 9   | 12    |
| 12    | 0 a 4   | 24    |

## Economia
El 2007 la població en edat de treballar era de 637 persones, 457 eren actives i 180 eren inactives. De les 457 persones actives 413 estaven ocupades (213 homes i 200 dones) i 45 estaven aturades (18 homes i 27 dones). De les 180 persones inactives 79 estaven jubilades, 29 estaven estudiant i 72 estaven classificades com a «altres inactius».

### Ingressos
El 2009 a Chissay-en-Touraine hi havia 441 unitats fiscals que integraven 1.023 persones, la mediana anual d'ingressos fiscals per persona era de 18.787 €.

### Activitats econòmiques
Dels 34 establiments que hi havia el 2007, 2 eren d'empreses alimentàries, 2 d'empreses de fabricació d'altres productes industrials, 8 d'empreses de construcció, 7 d'empreses de comerç i reparació d'automòbils, 2 d'empreses de transport, 2 d'empreses d'hostatgeria i restauració, 1 d'una empresa d'informació i comunicació, 1 d'una empresa financera, 4 d'empreses de serveis, 2 d'entitats de l'administració pública i 3 d'empreses classificades com a «altres activitats de serveis».
Dels 11 establiments de servei als particulars que hi havia el 2009, 1 era una oficina de correu, 1 taller de reparació d'automòbils i de material agrícola, 2 paletes, 1 guixaire pintor, 1 fusteria, 2 lampisteries, 1 electricista, 1 veterinari i 1 saló de bellesa.
Dels 3 establiments comercials que hi havia el 2009, 1 era un hipermercat, 1 una botiga de menys de 120 m² i 1 una peixateria.
L'any 2000 a Chissay-en-Touraine hi havia 17 explotacions agrícoles que ocupaven un total de 1.308 hectàrees.

## Equipaments sanitaris i escolars
L'únic equipament sanitari que hi havia el 2009 era un hospital de tractaments de mitja durada (seguiment i rehabilitació).
El 2009 hi havia una escola elemental.

## Poblacions més properes
El següent diagrama mostra les poblacions més properes.